# Tanzlinde (Effeltrich)
Koordinaten: 49° 39′ 34,4″ N, 11° 5′ 33,9″ O

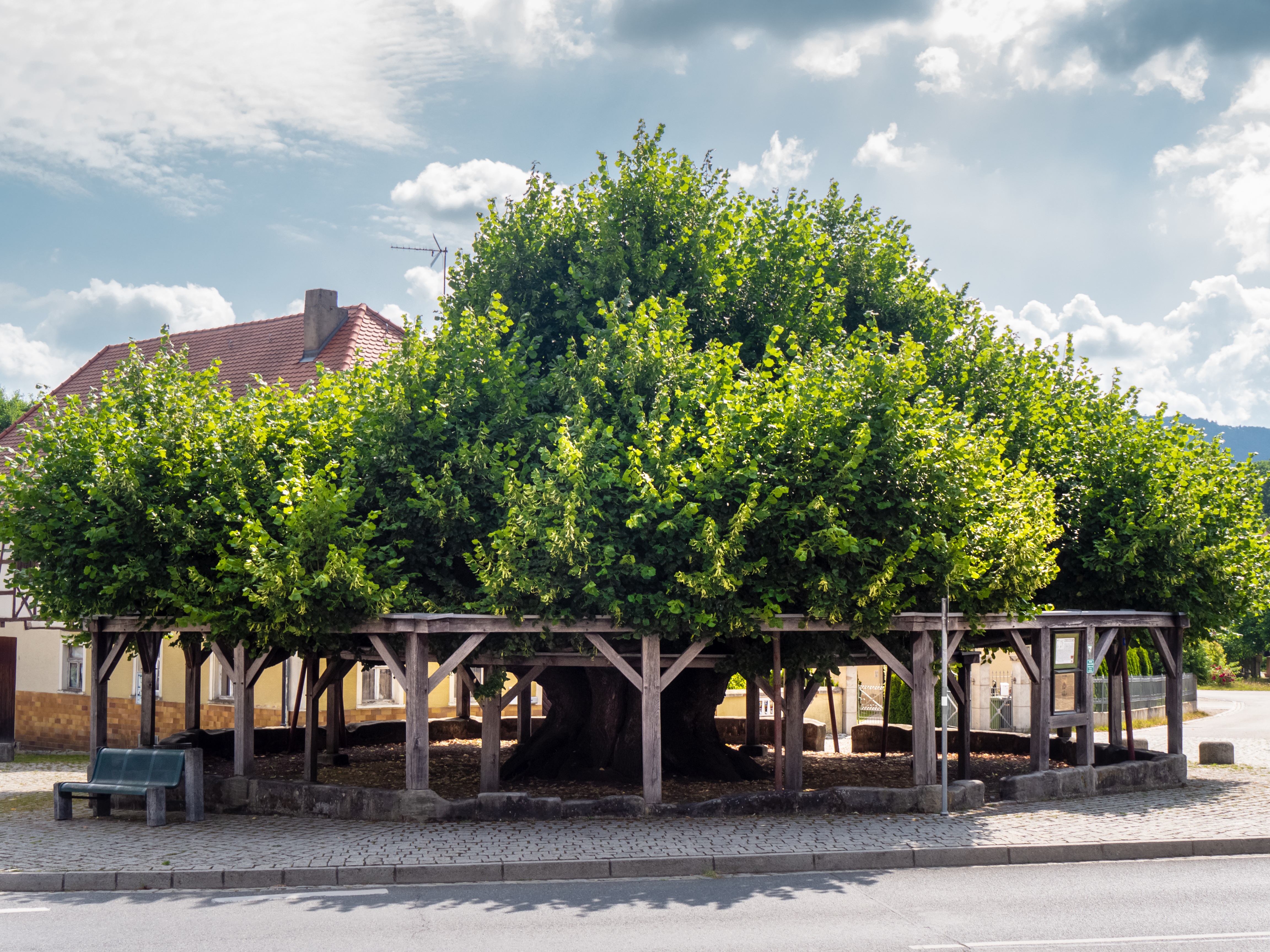
Die oval gezogene, gestützte Krone von Süden betrachtet

Die Tanzlinde (auch Tausendjährige Linde oder Dorflinde genannt) ist eine Sommerlinde (Tilia platyphyllos) im oberfränkischen Effeltrich, am westlichen Rand der Fränkischen Schweiz. Die Tanzlinde steht auf dem Dorfplatz gegenüber der Wehrkirche. Der Baum diente jahrhundertelang als zentraler Versammlungs-, Thing- und Gerichtsort und im 19. und 20. Jahrhundert als Fest- und Tanzplatz. Auffällig am Wuchs der Linde ist die flach-oval gestaltete Krone, die auf die Bastgewinnung für die Obstbaumzucht zurückzuführen ist. Die Linde gilt als die schönste der zahlreichen Dorflinden in der fränkischen Region. Der Linde werden aufgrund ihres abwechslungsreichen Lebens viele Erzählungen, Geschichten und Sagen angedichtet. Am 10. August 2024 wurde die Linde zum Nationalerbe-Baum ausgezeichnet.

## Beschreibung

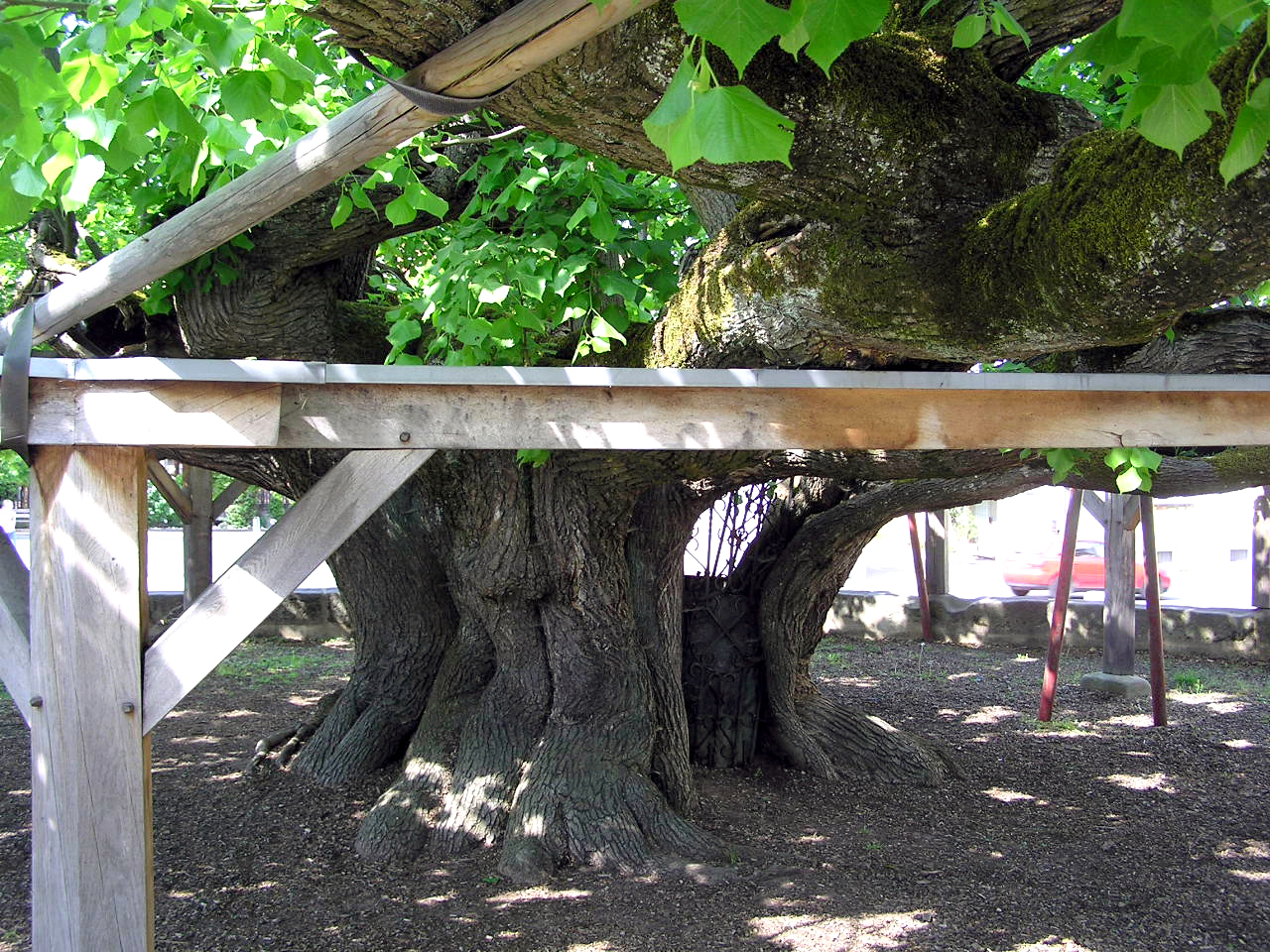
Stamm der Linde

Die Linde macht trotz ihres hohen Alters einen kräftigen und vitalen Eindruck, die Zweige sind bis in die Spitze noch gut belaubt und reich blühend. Die Krone ruht auf einem doppelten ringförmigen Balkengerüst mit 24 Stützen, wobei der äußere Ring auf einer 49 Meter langen und 90 Zentimeter hohen, den Baum umrundenden Steinmauer sitzt. Diese abschließende Steinmauer dient auch als Schutz des Wurzelbereiches innerhalb der Mauer. Ohne dieses Balkengerüst würde der Stamm der Linde unter der Last der starken, weit ausladenden Äste auseinanderbrechen. Zusätzlich sind einige der Äste durch jeweils zwei Eisenrohre abgestützt. Auf den gezogenen Ästen der Effeltricher Linde befand sich nie eine Tanzplattform, wie etwa bei anderen Tanzlinden, beispielsweise der Tanzlinde in Sachsenbrunn. Getanzt und gefeiert wurde stets unter dem Balkengerüst. Die Krone hat einen Durchmesser von etwas mehr als 20 Metern bei etwa sieben Meter Höhe. Gebildet wird die Krone von acht starken, waagerecht gezogenen Ästen mit Durchmessern bis zu 90 Zentimetern. Der geöffnete Stamm ist durch mehrere Eisengitter verschlossen. Der Stamm ist völlig hohl und komplett mit Mulm gefüllt. Im Stamm wächst aus dem Mulm eine etwa zehn Zentimeter starke Adventivwurzel, um Teile der Krone besser mit Nährstoffen zu versorgen. Die meisten der gezogenen und gestützten Altäste sind hohl, und es fehlt teilweise die obere Wandung, so dass die Äste nur aus einer Halbschale aus Rindenmaterial bestehen.

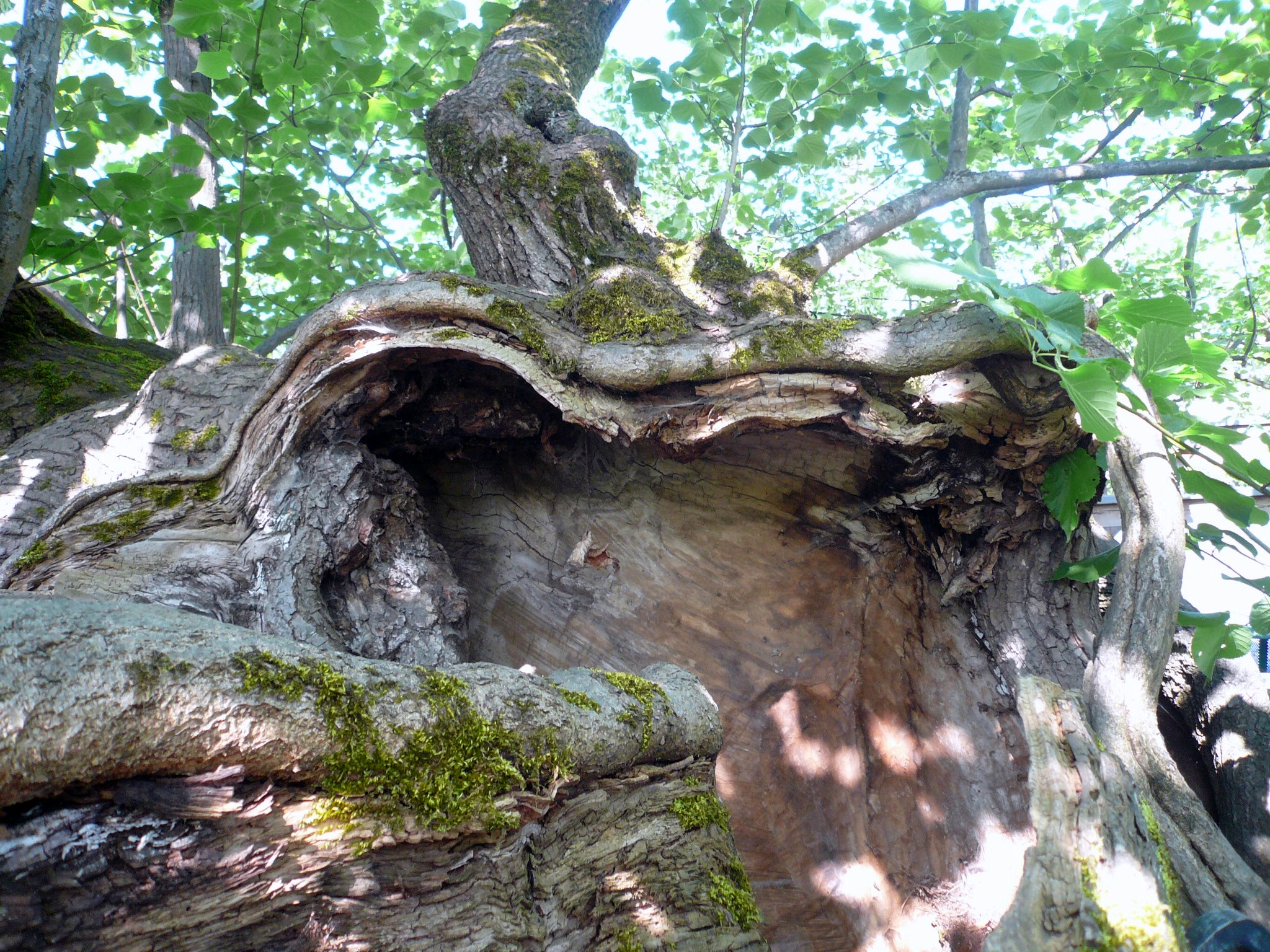
Hohler und geöffneter Ast

Das Bild der Krone hat sich in den letzten 100 Jahren etwas geändert. Eine Aufnahme des Baumfotografen Friedrich Stützer in seinem Baumbuch Die größten, ältesten oder sonst merkwürdigen Bäume Bayerns in Wort und Bild zeigt die Krone breiter und flacher als heute. Damals ragte sie noch mehrere Meter über das Balkengerüst und die abschließende Mauer hinaus, die heute in etwa die Krone begrenzt. Da seit vielen Jahren die senkrechten Triebe nicht mehr regelmäßig zur Bastgewinnung entfernt werden, hat sich die Krone auch teilweise nach oben ausgeweitet.
Die Holzmenge der Linde, ohne Wurzelholz, wird mit 36 Raummetern angegeben. Die Linde hat ein weitreichendes Wurzelnetz. In etwa 40 Meter Entfernung vom Stamm wurden recht starke Wurzeln in einem Misthaufen und in einem Keller gefunden. Zudem wurden in etwa 50 Meter Entfernung beim Graben eines Brunnens Lindenwurzeln entdeckt; dies dürfte die maximale Wurzelausdehnung sein.

### Apostellinde

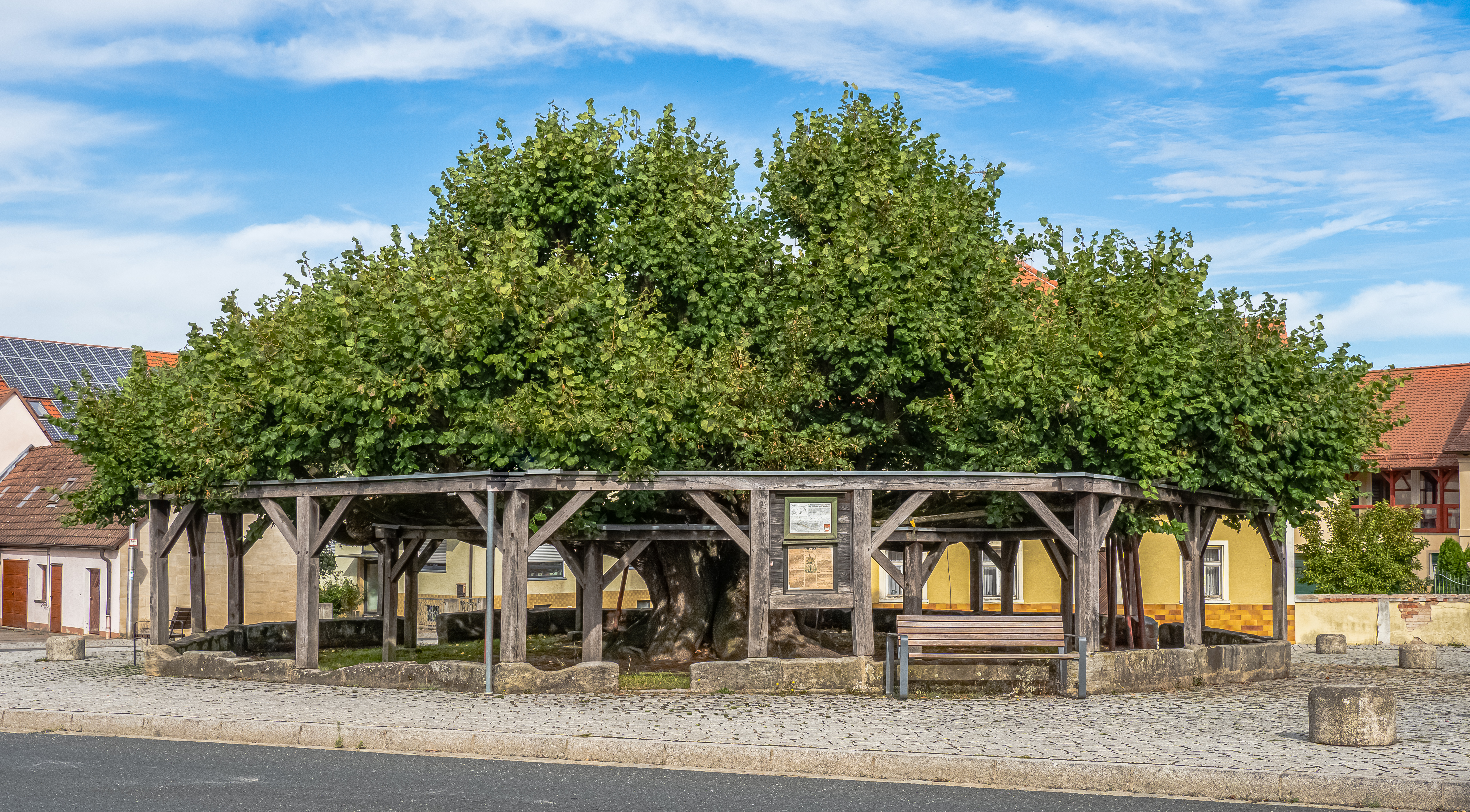
„Tausendjährige Linde“

Vom Stamm der Linde streben acht Äste weg. Ein Teil davon verzweigt sich, so dass insgesamt zwölf Äste bis zum äußeren Steinkranz reichen. Die Zahl zwölf steht für die zwölf Apostel, zwölf Stunden, zwölf Monate und zwölf Tierkreiszeichen. Nach der Mystik handelt es sich um eine so genannte Apostellinde, von denen es in Deutschland nur sehr wenige gibt. Mit der Zahl zwölf ist auch eine Verbindung zum Himmel und zur Erde herzustellen, wobei dies durch die Multiplikation drei mal vier zu ermitteln ist. Die Drei steht in der griechischen Mythologie für die Dreiheit der Götter Zeus, Poseidon und Hades, aber auch viele andere Götter- und mythische Gestalten treten in Dreiheit auf. Die Vier symbolisiert die Erde mit ihren vier Himmelsrichtungen Norden, Osten, Süden und Westen. (a)

### Standort
Die Linde steht in zentraler Lage auf dem Dorfplatz, am Kreuzungspunkt mehrerer Straßen in der Gemeinde Effeltrich im Landkreis Forchheim. Nach Süden sind es 24 Kilometer bis Nürnberg, die Höhenlage beträgt etwa 300 Meter über Normalnull. Sie wird eingerahmt von der mit hohen Mauern und spitzen Türmen versehenen Kirchenburg St. Georg und alten Fachwerk- und Wirtshäusern. An der Linde führt die Landesstraße 2243 nach Forchheim vorbei, die hier mit der Burgenstraße identisch ist.

### Alter

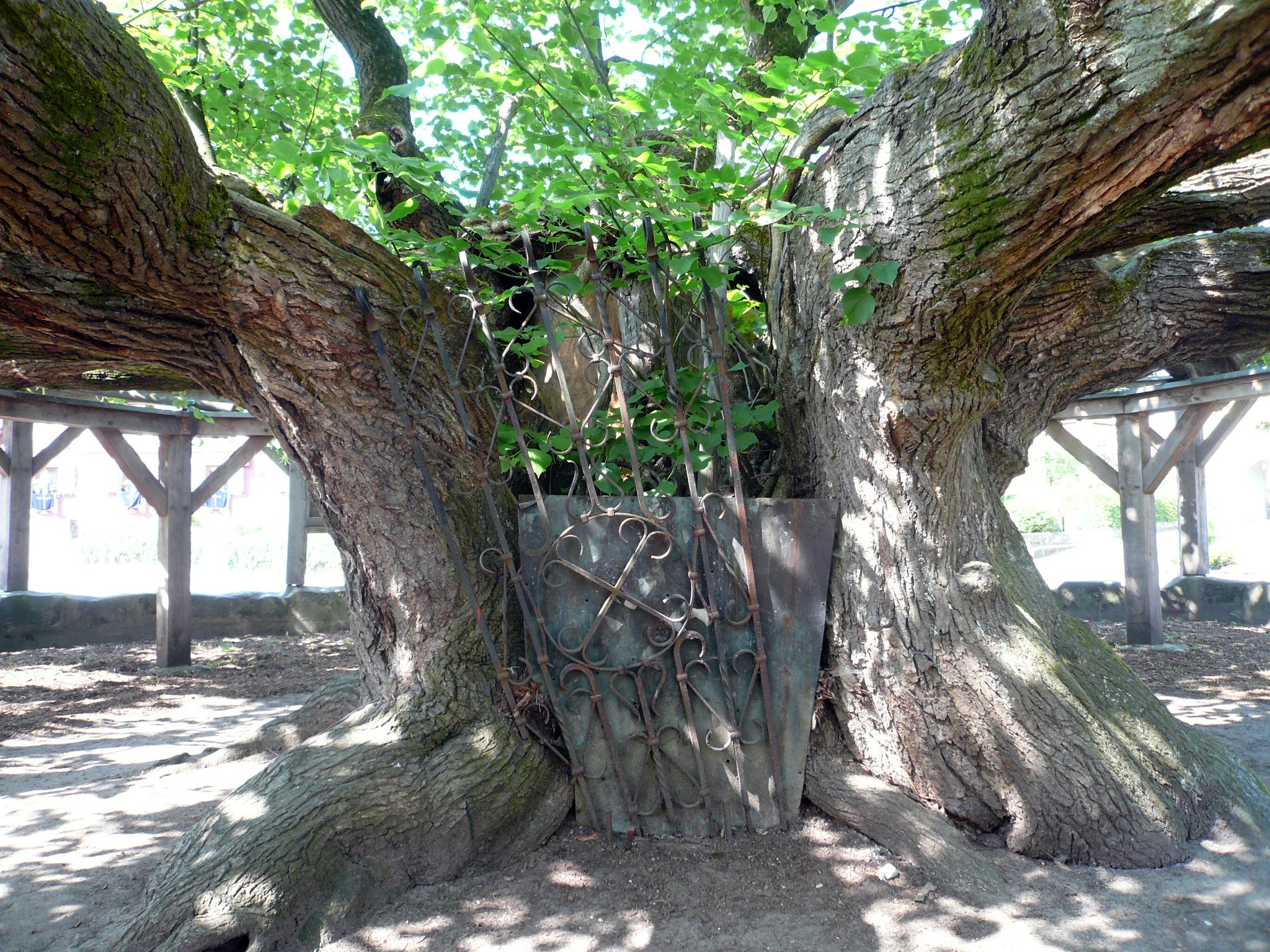
Geteilter Stamm mit Gitter

Zum Alter der Linde gibt es in der Literatur verschiedene Angaben. An dem hohlen Stamm ist weder eine Jahresringzählung noch eine Altersbestimmung über den Gehalt an radioaktivem Kohlenstoff (Radiokohlenstoffdatierung, auch 14C-Datierung genannt) möglich, da die dazu benötigten ältesten Holzteile im inneren Bereich fehlen. Somit bleibt das tatsächliche Alter der Linde unbekannt. Schätzungen des Alters reichen von 400 bis 1000 Jahre. Der Stammdurchmesser und der Vergleich mit ähnlichen Bäumen weisen auf ein Alter von 800 Jahren hin. Das Alter der Linde wird oftmals auch mit dem Gründungsjahr 1007 des Bistums Bamberg in Zusammenhang gebracht. Demnach wäre die Linde über 1000 Jahre alt. Dies dürfte aber für die Linde, die als Zeichen für ein hohes Alter eine tiefschrundige Borke aufweist, allerdings zu hoch sein. Eine Altersbestimmung anhand des Stammumfanges gestaltet sich schwierig. Die abgestützten Hauptäste und die dadurch bedingte Entlastung des Stammes bewirken ein verlangsamtes Dickenwachstum. Eine gestützte Linde ist bei gleichem Stammdurchmesser und vergleichbaren Standortbedingungen als viel älter einzustufen als eine frei aufgewachsene Linde.
Bereits vor dem Ersten Weltkrieg wurde das Alter der Linde auf mindestens 1000 Jahre geschätzt. Die Schätzung stammt vom damaligen Direktor Gustav von Bezold des Germanischen Nationalmuseums in Nürnberg. Von Sachverständigen wurde im Jahre 1935 ein Alter von 800 Jahren angegeben. Das Deutsche Baumarchiv, das in seinen Altersangaben eher vorsichtig ist, schätzte im Jahre 2007 das Alter der Linde auf nur 400 bis 670 Jahre. Damit zählt die Linde beim Deutschen Baumarchiv dennoch zu den ältesten Linden in Deutschland. Hans Joachim Fröhlich – Initiator des Kuratoriums Alte liebenswerte Bäume in Deutschland e. V. – gibt für die Linde im Jahre 1990 ein Alter von 800 bis 1000 Jahren an. Anette Lenzing gab im Jahre 2005 das Alter der Linde ebenfalls mit 800 bis 1000 Jahren an. Michel Brunner gab im Jahre 2007 das Alter der Linde mit etwa 700 Jahren an.

### Stammumfang
Der Stamm hatte im Jahr 2000 an der Stelle des geringsten Durchmessers einen Umfang von mindestens 7,51 Metern. Der Umfang in einem Meter Höhe beträgt gegenwärtig knapp acht Meter, zehn Zentimeter über dem Boden mehr als elf Meter. Messungen aus dem Jahre 1981 ergaben bei 30 Zentimeter und in Brusthöhe (BHU) über dem Boden 8,8 Meter. Messungen aus dem Jahre 1987 ergaben bei einem Meter Höhe 7,77 Meter. Fröhlich gibt für das Jahr 1990 einen Stammumfang von 8,3 Metern an, gemessen in 1,3 Meter Höhe.

## Geschichte

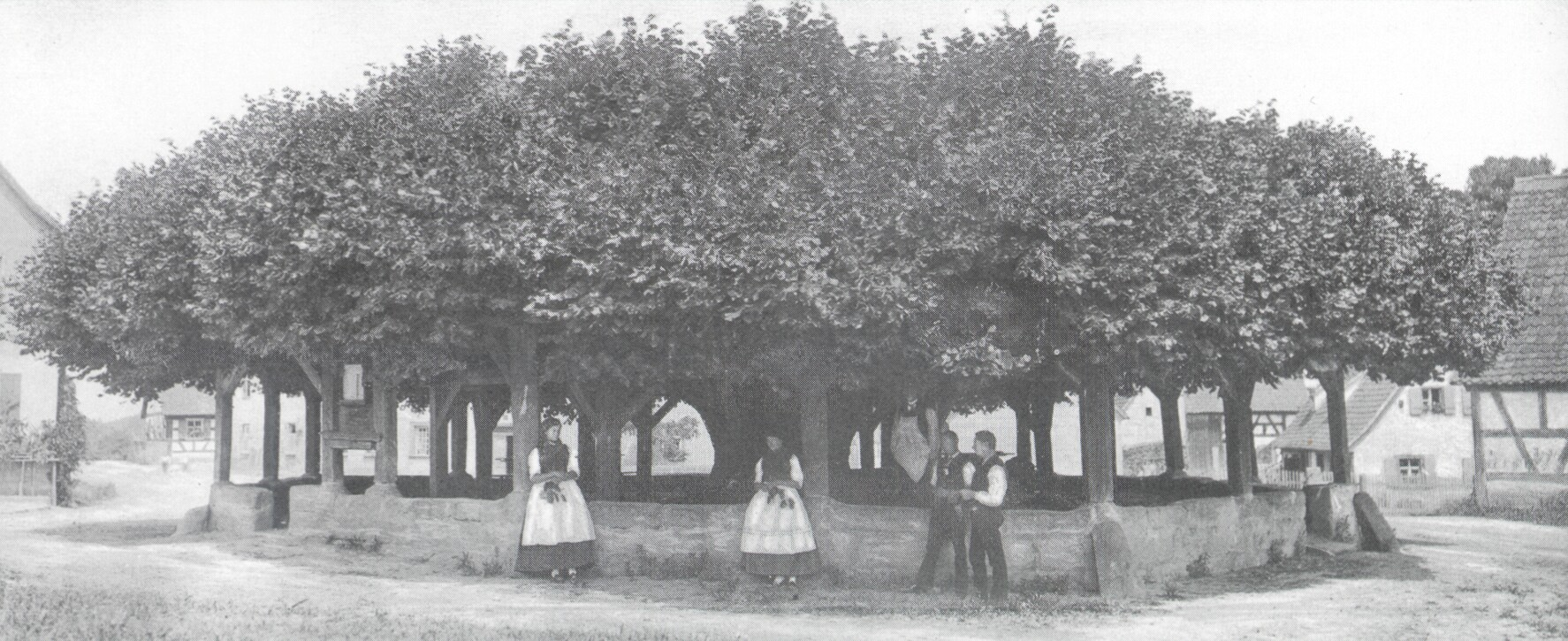
Tanzlinde um 1900

Die Linde soll der Überlieferung nach schon von den Wenden als Thingbaum genutzt worden sein, bevor diese um das Jahr 1004 christianisiert wurden. (b) Unter der Linde wurde in den vergangenen Jahrhunderten wahrscheinlich Gericht gehalten. Darauf deutet der etwa 90 Zentimeter hohe, die Linde umgebende Steinkranz hin. Auch der Umstand, dass traditionell bei den Festen unter der Linde die Männer einen Hut und die Frauen ein weißes Kopftuch tragen, deutet auf diese Zeit hin, da dieser Brauch aus der Zeit der Wenden stammt. Die früheren Festlichkeiten fanden eventuell auch unter einer an dieser Stelle befindlichen Vorgängerlinde statt.
Bis zum Jahre 1950 standen unter der Linde Tische und Bänke und vom benachbarten Gasthof her fand eine Bewirtung statt. Die Hauptstraße, die unmittelbar an der Linde vorbeiführt, wurde nach dem Zweiten Weltkrieg ausgebaut und der Kraftfahrzeugverkehr nahm immer mehr zu. Von zwei Kraftfahrern wurden im Jahre 1966 aus Unachtsamkeit zwei starke Äste, die zur Straße hinzeigten, abgebrochen. Die Linde verlor dadurch den gleichmäßigen, harmonischen Aufbau der Krone. Die Straße wurde bei einem weiteren Ausbau etwas verlagert, so dass die Linde seitdem wieder etwas mehr Freiraum hat. Die Linde ist ein eingetragenes Naturdenkmal (ND-04472) und steht unter Schutz.

### Obstbaumzucht

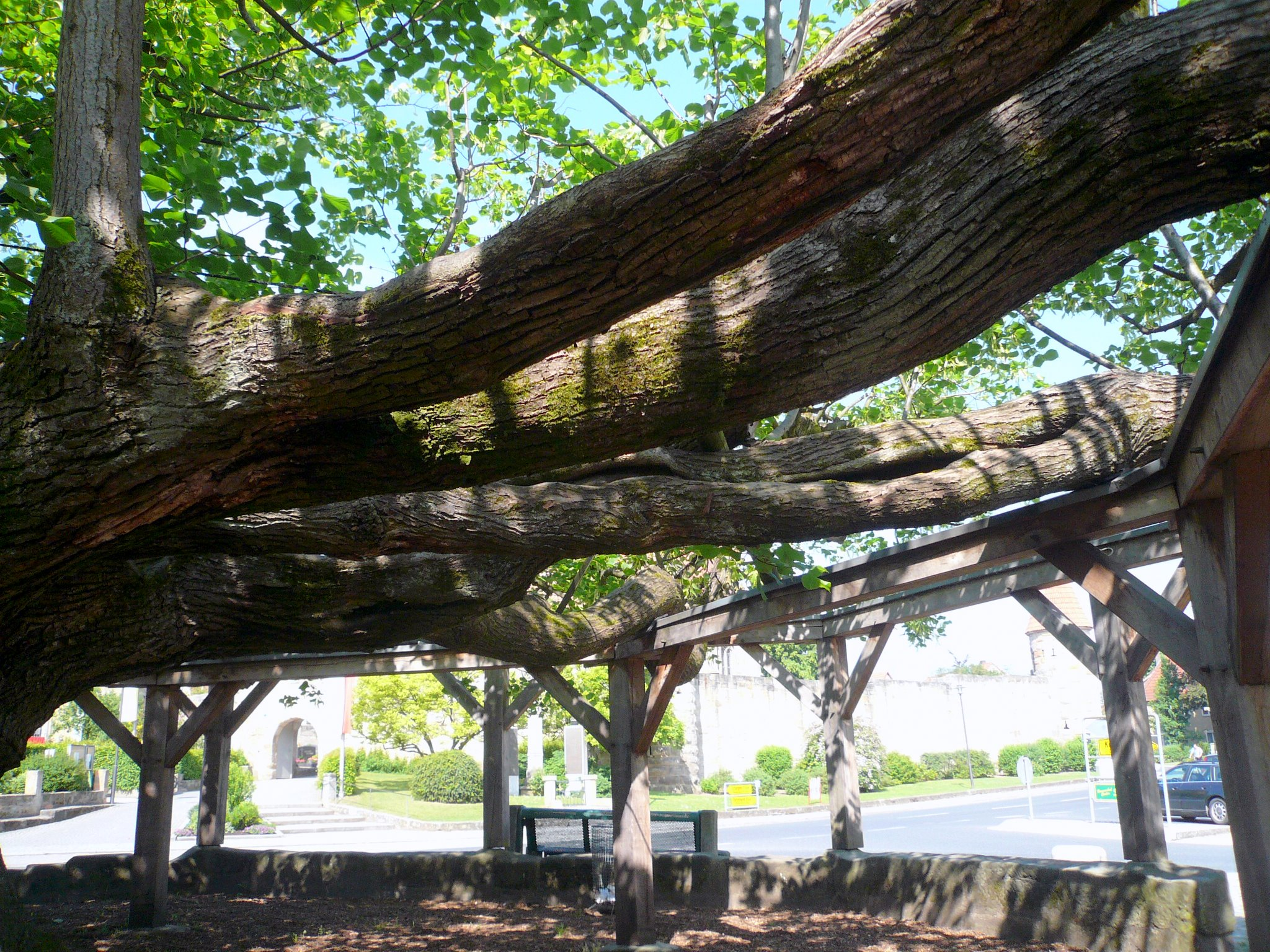
Querstrebende, gestützte Äste

Der Name Effeltrich bedeutet Ort mit vielen Apfelbäumen oder apfelreich. Der Linde ist heute noch anzusehen, dass sie viele Jahre lang zur Gewinnung von Bast für die Obstbaumzucht gedient hat: Für die Veredelung junger Obstbäume wurden über Jahrzehnte bis etwa 1850 die jungen, senkrechten Triebe der Linde abgeschnitten und deren Bast zum Anbinden und Fixieren der Pfropfstellen verwendet. Um die Zweige in ausreichender Menge ernten zu können, wurden die aufstrebenden Zweige nach unten gebogen und in dieser Position fixiert. Die fixierten Zweige wuchsen in dieser Position weiter. Dadurch entwickelten sich starke, querstrebende Äste, die schneller wuchsen und die zur Bildung einer weitgespannten Krone führten. Aus den waagerecht fixierten Ästen kamen senkrechte Triebe, von denen sich mehr ernten ließ, je breiter die Krone wurde. Der gewonnene Lindenbast war früher unentbehrlich und wurde neben der Verwendung in der Obstbaumveredelung auch zur Herstellung von Stricken, Kleidern, Schuhen und Kriegsschilden benutzt.

### Fest- und Tanzplatz

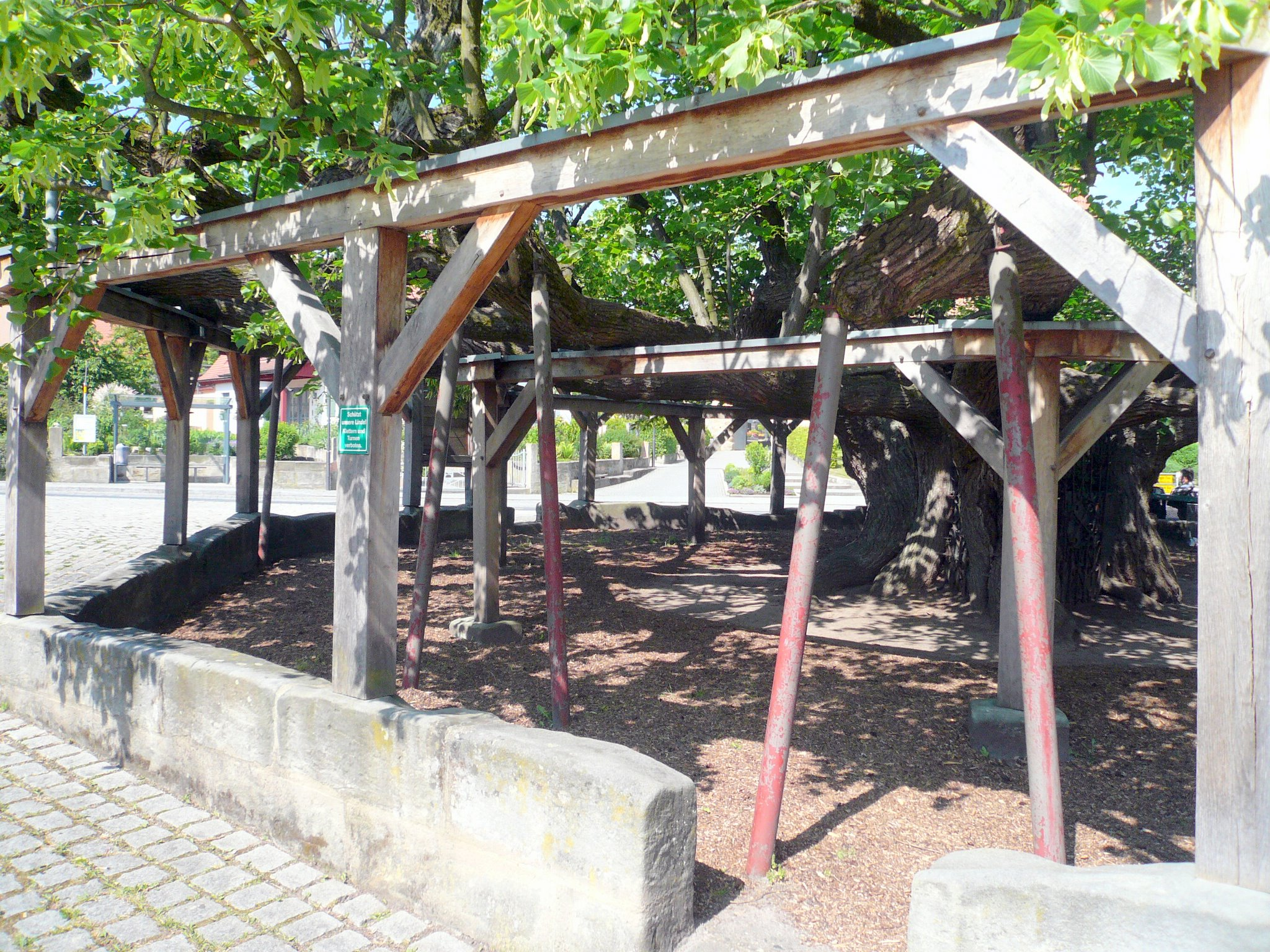
Steinmauer und Stützen aus Holz und Eisen

Die Linde diente auch lange Zeit als gesellschaftlicher Treffpunkt. Im 19. Jahrhundert wurden unter der Linde Feste und Mondscheinnächte mit Gesang, Musik und gesellschaftlichem Zusammensein durchgeführt. In den 1850er Jahren: „kamen die Honoratioren der Umgegend während des Sommers wöchentlich einmal zusammen, um unter dem Schatten der Linde die sogen. ‚Mondscheinnächte‘ bei Musik, Gesang und gemüthlicher Unterhaltung zu feiern.“ Aus der Universitätsstadt Erlangen wurde ein akademisches Publikum, wie Studenten und Professoren, aber auch Offiziere angelockt. Diese Treffen begannen etwa in der Mitte des 19. Jahrhunderts und hielten sich bis 1914. Prinz Ludwig, der 1913 König von Bayern wurde, besuchte Effeltrich am 12. Juni 1912. Ihm zu Ehren wurde ein großes Fest unter der Linde gefeiert. Dabei tanzten die Kinder des Ortes in ihren farbigen Trachten unter der Linde. Die Festlichkeiten ließen nach dem Zweiten Weltkrieg nach und das bunte, festliche Treiben geriet allmählich in Vergessenheit.

### Sanierung

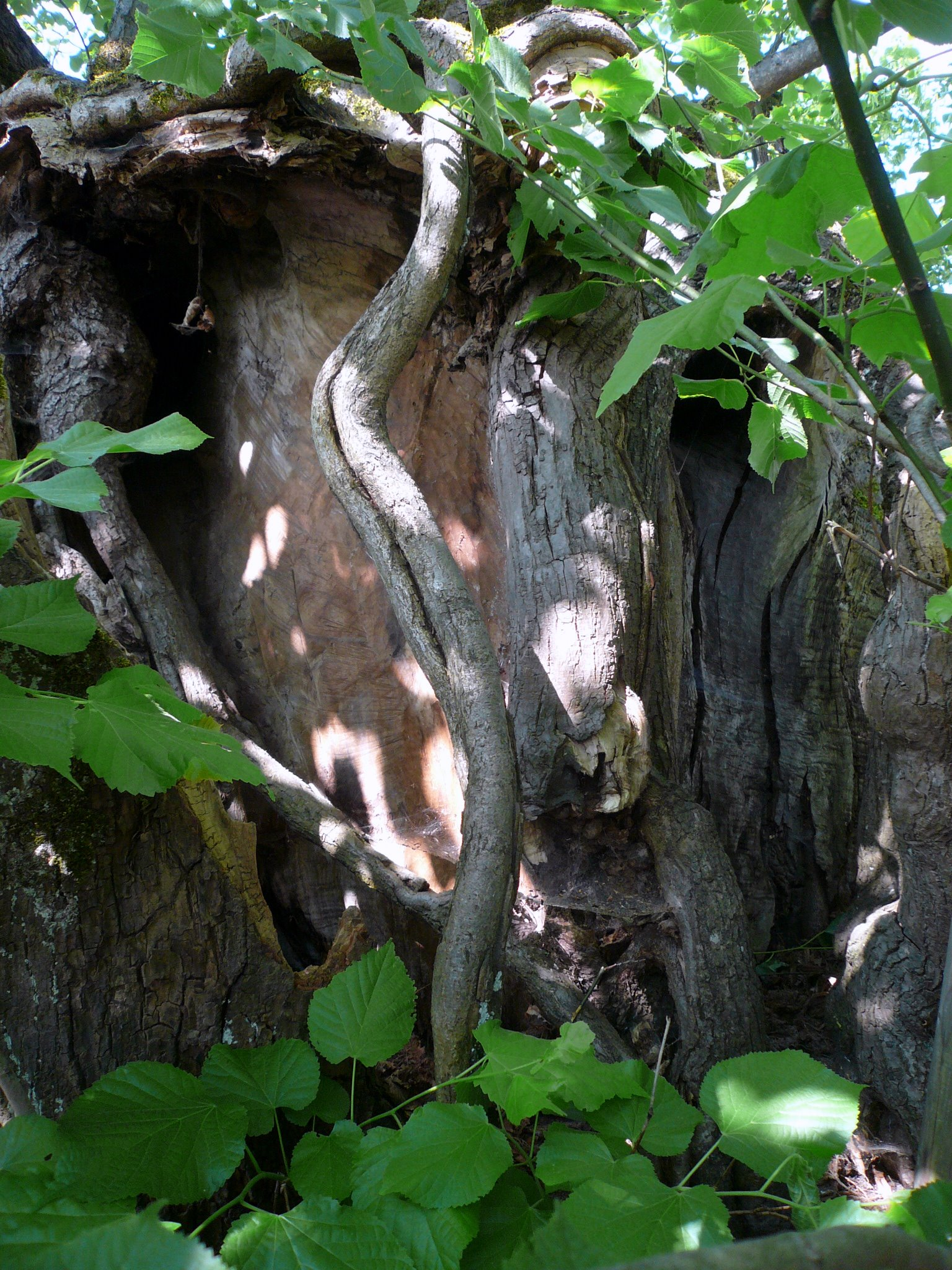
Adventivwurzel im hohlen Stamm

Der Baum befindet sich trotz des hohlen Stammes in einem guten Zustand, da er stets gepflegt wurde. Wegen der immer stärker und schwerer werdenden Äste wurden diese ab 1905 mit einem doppelten Eichenholzgerüst durch Zimmermeister Kaul aus Poxdorf gestützt. Vorher bestand die Abstützung aus einem Kranz von Einzelstützen. Der Baum wurde mehrmals saniert, so 1913, als der inzwischen teilweise hohle Stamm aus statischen Gründen mit Ziegeln ausgemauert wurde. Für diese Plombierung des Stammes musste allerdings vorher beim Ausschuss für Naturschutz in Bamberg die Genehmigung eingeholt werden. Um den ausgefüllten Bereich zu verschließen, brachte man einen Zementverstrich auf.
Im Jahre 1947 wurde das doppelte Eichenholzgerüst aus dem Jahre 1905 von Baumeister Hans Batz aus Effeltrich erneuert. Im Jahre 1968 wurde die Linde fachmännisch behandelt und 1971 das Eichengerüst erneut instand gesetzt. Im Jahre 1977 fanden sehr umfangreiche Sanierungen durch den „Baumdoktor“ Michael Maurer aus Röthenbach an der Pegnitz statt. Dabei wurde die im Jahre 1913 angebrachte Baumplombe wieder entfernt.
Die Umgebung des Baumes außerhalb des Kronenbereiches wurde in jüngster Zeit mit einem lückenreichen Pflaster versehen, um die Wasserzufuhr für die weit vom Stamm wegstrebenden Wurzeln zu sichern.